# NGC 6469
NGC 6469 est un amas ouvert situé dans la constellation du Sagittaire. Il a été découvert par l'astronome britannique John Herschel en 1837.
Selon la classification des amas ouverts de Robert Trumpler, cet amas renferme moins de 50 étoiles (lettre p) dont la concentration est moyennement faible (III) et dont les magnitudes se répartissent sur un intervalle moyen (le chiffre 2). Selon les données du catalogue Lynga, la classification de cet amas est plutôt IV 2 m, soit une concentration faible (IV) avec de 50 à 100 étoiles (m). Toujours d'après Lynga, l'amas est composé de 50 étoiles

## Observation
Avec une magnitude visuelle de 8,2, on peut observer l'amas avec des jumelles dont l'ouverture est de 40 à 50 mm ou avec un petit télescope.

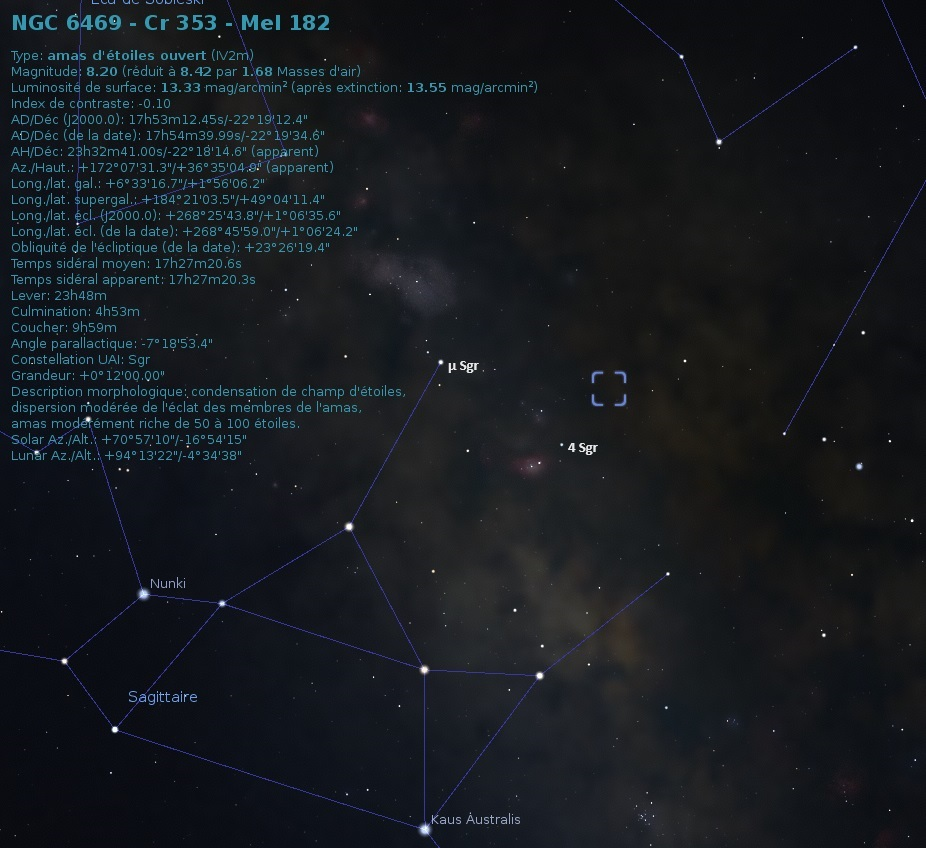
Localisation de NGC 6469 dans la constellation du Sagittaire.

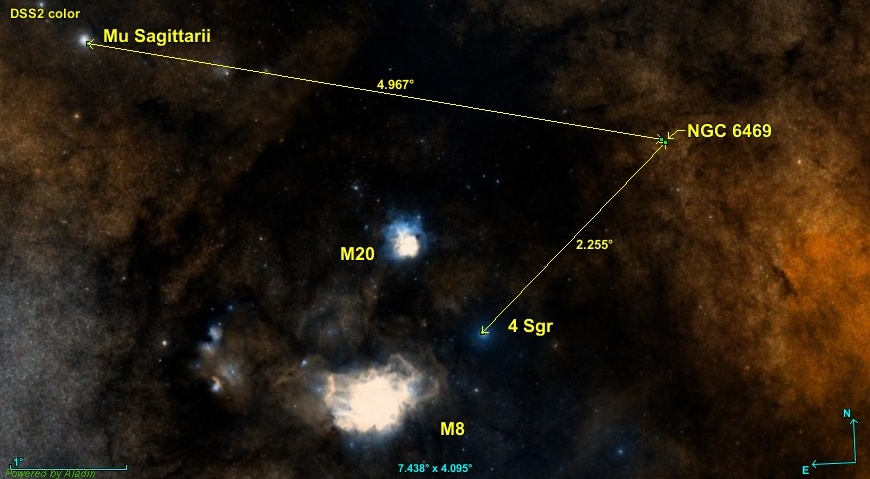
Position de NGC 6469 par rapport à deux étoiles du Sagittaire.

NGC 6469 est situé à environ 5,0 degrés au sud-ouest de l'étoile Mu Sagittarii et à environ 2,25 degrés au nord-ouest de 4 Sagittarii. La nébuleuse Trifide (M20) et la nébuleuse de la Lagune (M8) sont aussi dans la même région de la sphère céleste.

## Caractéristiques

### Distance, taille et vitesse
La base de données Simbad indique une récente mesure de la parallaxe moyenne de l'amas réalisée par le satellite Gaia, soit 0,587 ± 0,007 mas ce qui correspond à une distance de 1 704 ± 20 pc (∼5 560 al). Simbad indique cinq autres distances: 1,707 ± 0,165 kpc, 1 710,0 pc, 1 602 ± 123 pc, 690 pc et 550 pc.
La taille apparente de l'amas 7', de 8' ou de 9', donc de 8 ± 1') ce qui, compte tenu de la distance de 1 704 ± 20 pc et grâce à un calcul simple, équivaut à une taille réelle de 12,9 ± 1,8 al.
Simbad indique deux vitesses passablement différentes, soit −7,31 ± 0,56 km/s et −3,32 ± 0,13 km/s.

### Métallicité
Simbad rapporte une seule valeur de la métallicité, soit +0,304. Selon cette valeur, le pourcentage d'éléments lourds (plus lourd que l'hydrogène et l'hélium) de cet amas serait de 201% (100,304) de celui du Soleil.

### Âge
Webda indique un âge de 229 millions d'années (log10=8,36).

## Étoiles
Simbad montre un bouton nommé Children. En cliquant sur ce bouton, on atteint une section de cette base de données qui renferme un tableau contenant 92 entrées. Une colonne de ce tableau indique la probabilité que l'étoile appartienne à l'amas. Le titre de la colonne permet de classer la probabilité par ordre croissant ou décroissant. En cliquant sur la désignation de l'étoile, on atteint la page de Simbad qui résume ses propriétés.